# Józef Niemiński
Józef Ignacy Niemiński (en. Joseph Ignatius Nieminski, ur. 22 maja 1926 w Hazleton, zm. 20 września 1992 w Toronto) – amerykański duchowny polskiego pochodzenia, doktor teologii, biskup diecezji kanadyjskiej PNKK w latach 1968-1992.

## Życiorys
Józef Niemiński urodził się w Pensylawanii, w rodzinie polonijnej silnie związanej z ruchem polskokatolickim. Ojciec przyszłego biskupa, Ignacy Niemiński, był świeckim działaczem PNKK, jednym z założycieli parafii narodowej św. Jana Chrzciciela w Hazleton.
Od 1938 Józef Niemiński mieszkał w Scranton, gdzie znalazł się pod opieką biskupa Jana Misiaszka. Tam ukończył szkołę średnią i politechniczną. W okresie nauki pracował w biurze gazety The Scranton Times. Podobnie jak jego rodzice był aktywny w życiu kościelnym. Udzielał się jako ministrant w parafii katedralnej św. Stanisława, należał do Stowarzyszenia Obrońców Wiary i Towarzystwa Zmartwychwstania. Po uzyskaniu pełnoletności wstąpił do seminarium duchownego PNKK. Po jego ukończeniu, 5 lipca 1946 przyjął święcenia kapłańskie z rąk biskupa Franciszka Hodura. 
Początkowo pracował jako wikariusz parafii katedralnej Matki Boskiej Różańcowej w Buffalo. W 1947 został oddelegowany przez biskupa Jana Jasińskiego do Kanady, gdzie objął probostwo w parafii św. Jana Chrzciciela w Toronto. W ramach prowadzonej przez siebie misji współorganizował parafie PNNK w: Hamilton, Montrealu, Oshawa, Oakville, Scarborough i Walland. W 1958 został mianowany członkiem Rady Głównej PNKK, w 1961 - administratorem senioratu kanadyjskiego diecezji Buffalo-Pittsburgh. W 1967 na XII Synodzie PNKK w Manchester został wybrany, a w 1968 konsekrowany w Scranton pierwszym biskupem diecezji kanadyjskiej PNKK.
Od 1953 Józef Niemiński uzupełniał wykształcenie akademickie. Studiował filozofię, teologię, historię starożytną i grekę klasyczną na University College i Anglican Trinity College w Toronto. Odbył także studia z zakresu teologii starokatolickiej w Warszawie. W 1981 na Chrześcijańskiej Akademii Teologicznej uzyskał stopień naukowy doktora na podstawie dysertacji o biskupie Leonie Grochowskim.   
Od 1957 aktywnie uczestniczył w kontaktach PNKK z innymi wyznaniami. Brał kilkakrotnie udział w Międzynarodowym Kongresie Starokatolików i zebraniach Międzynarodowej Konferencji Biskupów Starokatolickich. Reprezentował PNKK w rozmowach z Kościołami anglikańskimi i Kościołem katolickim, a dotyczących nawiązania interkomunii. W 1983 uczestniczył w obradach Światowej Rady Kościołów w Vancouver, a w 1984 jako pierwszy biskup PNKK odbył oficjalne spotkanie z papieżem, gdy ten w ramach swojej podróży apostolskiej odwiedził Kanadę. 
W czasie sprawowania urzędu biskupa, Józef Niemiński wielokrotnie odwiedzał Polskę. Utrzymywał przyjazne relacje z Kościołem Polskokatolickim i jego duchownymi. Brał udział w wielu uroczystościach organizowanych przez Kościół Polskokatolicki i wizytował jego parafie. 
Zmarł w 1992 po długiej chorobie. Urna z prochami Józefa Niemińskiego pochowana jest w katedrze polskokatolickiej Świętego Ducha w Warszawie. Grób biskupa znajduje się także na cmentarzu PNKK w Scranton.